# Marcha nórdica de ultrarresistencia
La marcha nórdica de ultrarresistencia (en inglés, Ultra-Endurance Nordic Walking) es una variante del Nordic Walking, llamado en castellano caminata nórdica o marcha nórdica, que mantiene sus mismas normas en cuanto a la técnica de marcha, aunque con una mayor distancia a recorrer por el marchador, distancia siempre superior al maratón (42,195 km).

## Técnica
La marcha nórdica de ultrarresistencia exige que las diferentes pruebas estén supervisadas por jueces de atletismo o de marcha nórdica y evalúan aspectos como el contacto con el suelo de al menos un pie, la técnica en diagonal...

## Competiciones
En la actualidad, existen muy pocas pruebas de marcha nórdica de ultrarresistencia a nivel internacional. En el año 2008, se fundó el WR-NW (World Ranking-National and World Race Walking), institución dedicada a las competiciones internacionales y a los récords del mundo de disciplinas atléticas relacionadas con la marcha. Los récords son establecidos en ruta y pista; y en pruebas de fondo, de ultrarresistencia (distancias superiores al maratón de 42,195 km) y de multiday (varios días).